# لانگ استراتون
لانگ استراتون (به انگلیسی: Long Stratton) یک روستا و محله مدنی در بریتانیا است که در South Norfolk واقع شده‌است. لانگ استراتون ۱۰٫۴۹ کیلومتر مربع مساحت و ۴٬۴۲۴ نفر جمعیت دارد.